# Hôtel de Fontenay (Paris)
L'hôtel de Breteuil-Fontenay  est un hôtel particulier  situé 56 rue des Francs-Bourgeois dans le 3e arrondissement de Paris construit en grande partie en 1720 et en 1753, classé monument historique en 1993.

## Histoire
La parcelle sur laquelle est construit l’hôtel est à l’origine celle de l’hôtel de Breteuil voisin au n°58, adjugé en 1626 à Claude Le Tonnelier de Breteuil. Ses petits-fils cadets, Claude Le Tonnelier de Breteuil, évêque de Boulogne, et le baron de Breteuil père d’Emilie du Châtelet femme érudite qui eut une liaison avec Voltaire en héritent en 1685. 
Le neveu de Claude Le Tonnelier, François Victor de Breteuil, marquis de Fontenay, secrétaire d’Etat à la guerre, en devient propriétaire en 1720 et fait construire par Jacques Vinage le bâtiment entre cour et jardin.
En 1751, l’hôtel est adjugé à Gilbert-Jérôme Clautrier, premier commis du contrôle général des Finances, qui fait bâtir l’immeuble sur rue par Jacques Hardouin-Mansart de Sagonne en 1752-1753. Le bâtiment est affecté aux bureaux du premier commis en tant qu'annexes des Grand et Petit Contrôles de Versailles, siège du contrôle général des Finances, à un logement en location et à celui de ses domestiques sous les combles. Il est marqué sur la rue par un superbe balcon de style rocaille réalisé par Nicolas Pineau. Le célèbre ornemaniste fut aussi l'auteur de la porte cochère et des décors intérieurs (boiseries, cheminées, frises de salons au 1er étage ; vestiges). Des clefs saillantes biseautés et à gouttes d'ordre dorique, au lieu et place des traditionnelles agrafes rocailles, viennent conférer à l'édifice à un aspect néo-classique, marque de la transition naissante entre rocaille et néo-classicisme alors en vigueur.
L'État acquiert l'ensemble en juillet 1949 pour les Archives nationales.

## Description
L’hôtel entre cour et jardin comprend un bâtiment à façade convexe à avant-corps central à pans coupés sur jardin et façade concave sur cour ornée d’un mascaron rocaille, caractéristiques des hôtels parisiens de la Régence et du début du règne de Louis XV. 
L’immeuble sur la rue de 5 niveaux comprend, au premier étage, un balcon avec garde-corps de fer forgé sur consoles rocailles. Il comprend deux escaliers intérieurs d'origine, dont un principal à rampe de fer forgé, et un second de service à simple rampe de fer, détruit en 2021 pour laisser place à l'ascenseur des nouveaux aménagements opérés dans le cadre de l'"Opération Camus" du ministère de la Culture, confiés à l'agence Novembre-Architecture.  

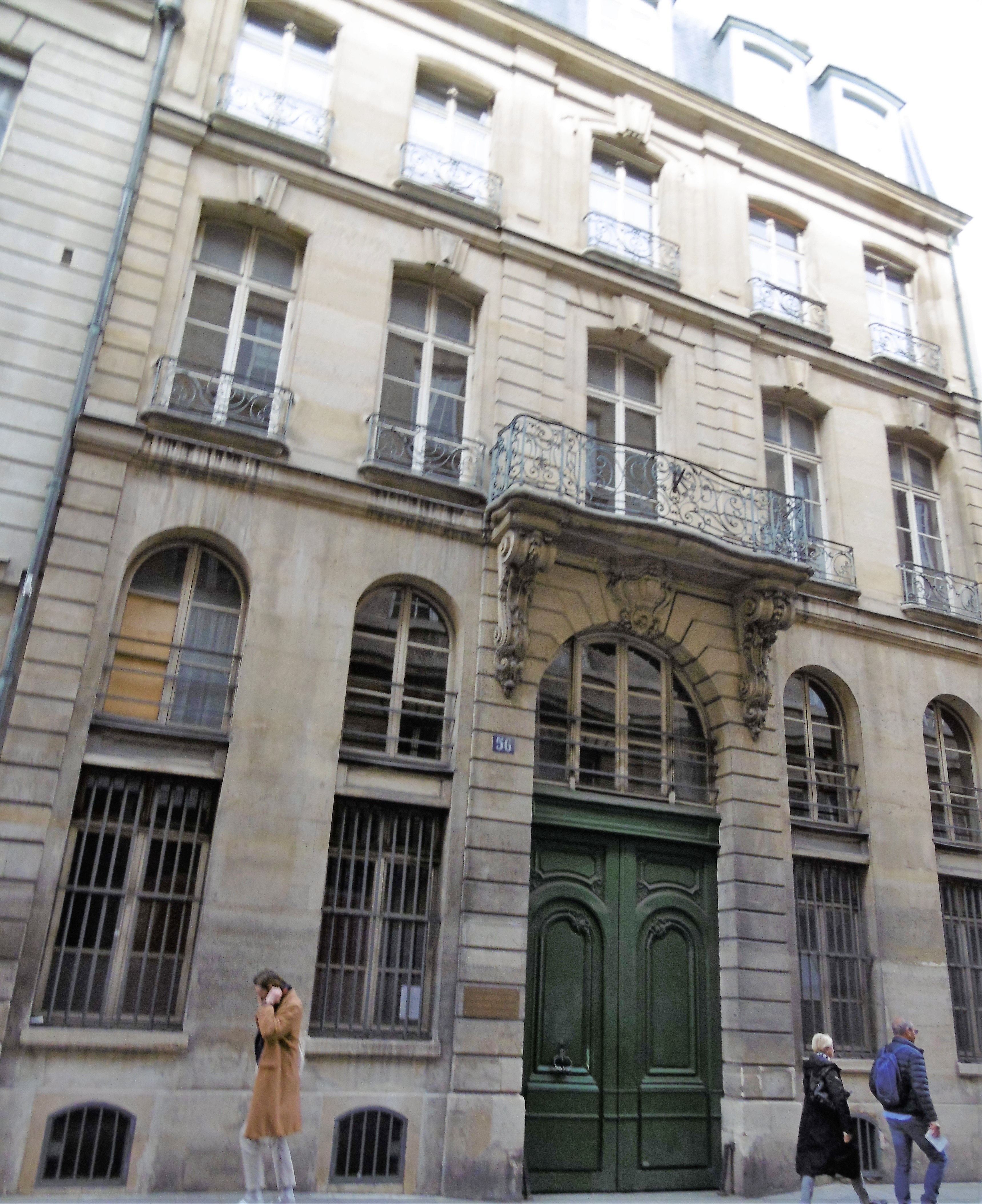
Façade sur rue
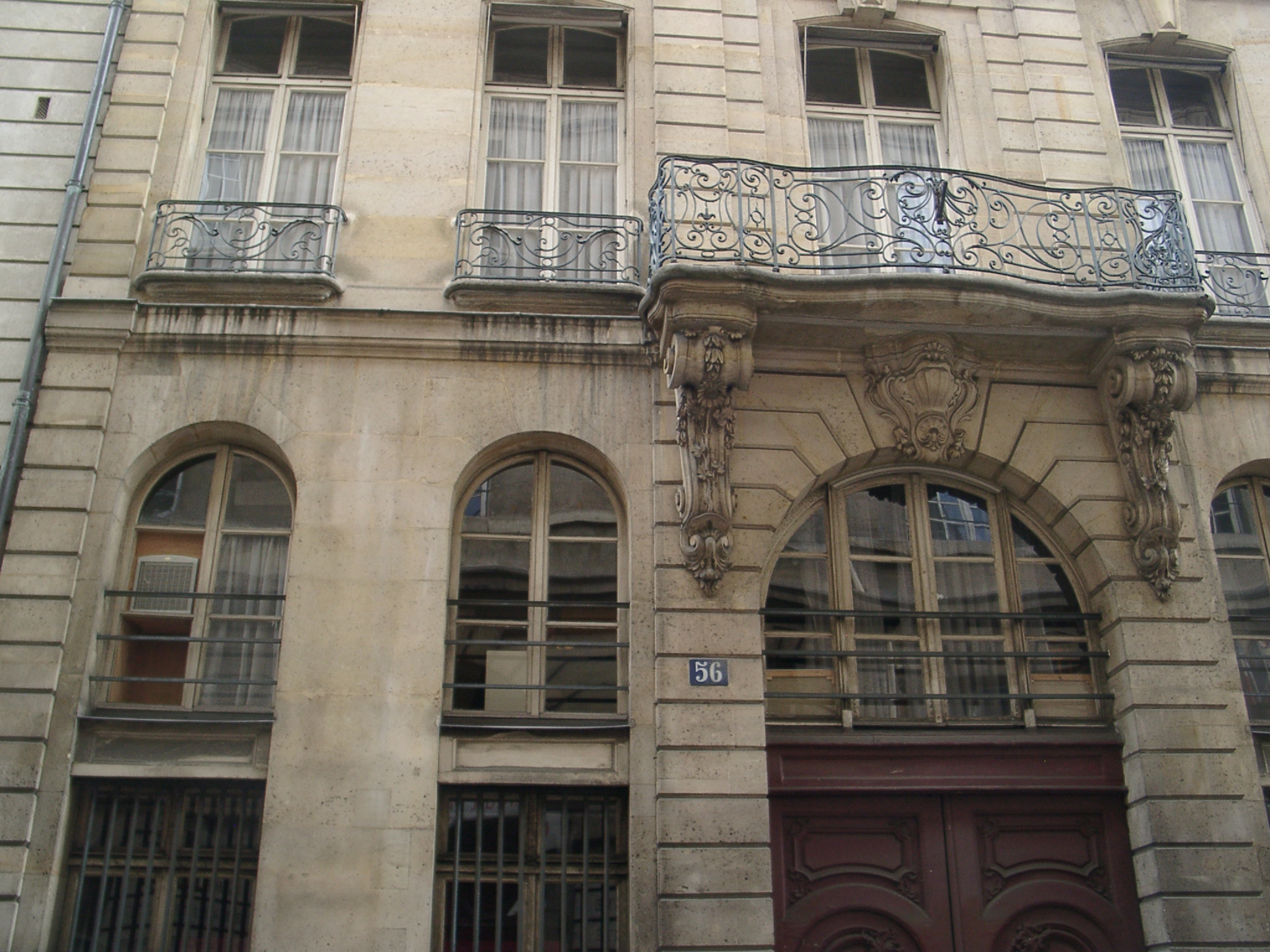
Balcon sur rue